# 大雲寺 (関市)
大雲寺（だいうんじ）は、岐阜県関市伊勢町の安桜山東南麓にある日蓮宗の寺院。山号は妙興山。

## 歴史
美濃関藩主・大嶋光義（雲八）の菩提寺である。
なお、関市下迫間には大嶋雲八の三男大嶋光俊が建立したと伝わる臨済宗妙心寺派の白華山大雲寺が別に存在する。
慶長6年（1601年）、大嶋光義が元家臣で日蓮宗の僧侶となった真如山日昌（俗名:矢島定昌）を開山として建立した。
建立時は妙興庵という名の小庵であったが、後に現在地に移されて現在の山号寺号となった。
寺宝として大嶋光義の肖像やその所用の甲冑、書状などゆかりの品を所蔵している。また、大嶋家歴代の墓が所在する。